# Árpád Tordai
Árpád Örs György Tordai (Târgu Mureș, 11 marzo 1997) è un calciatore rumeno, portiere dello Žalgiris.

## Palmarès

### Club

#### Competizioni nazionali
- Campionato rumeno: 1

Viitorul Costanza: 2016-2017
- Coppa di Romania: 1

Viitorul Costanza: 2018-2019
- Supercoppa di Romania: 1

Viitorul Costanza: 2019